# 梦开始的地方
- 關於户弄完小校歌《梦开始的地方》，請見「户弄完小校歌」。

《梦开始的地方》是1999年首播的中国大陆电视剧，由叶京执导，李雪健、张涵予、陶虹、丁志诚、刘蓓、傅彪等主演。